# S&W Model 27

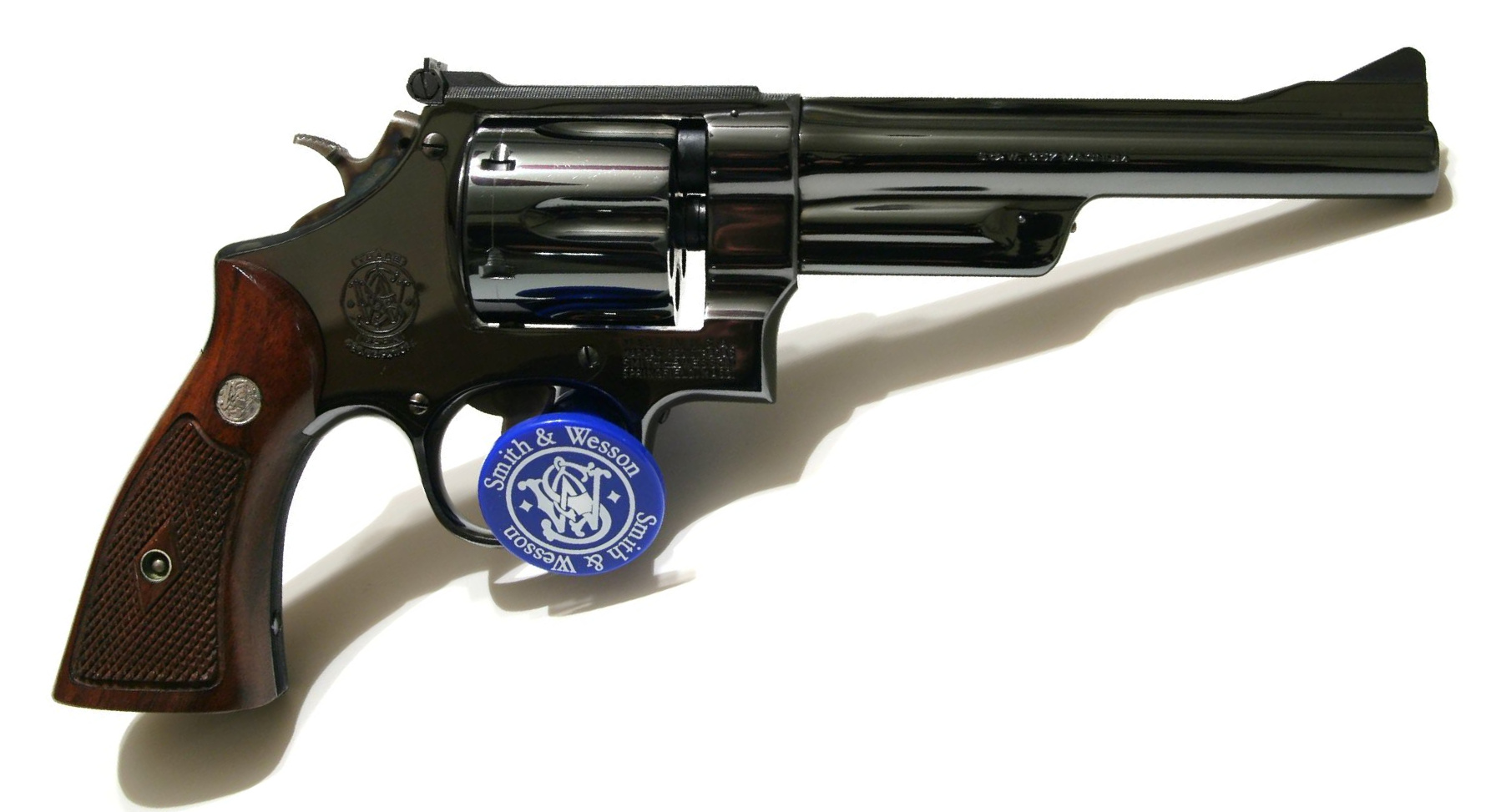
S&W Model 27, canon de 6 pouces.

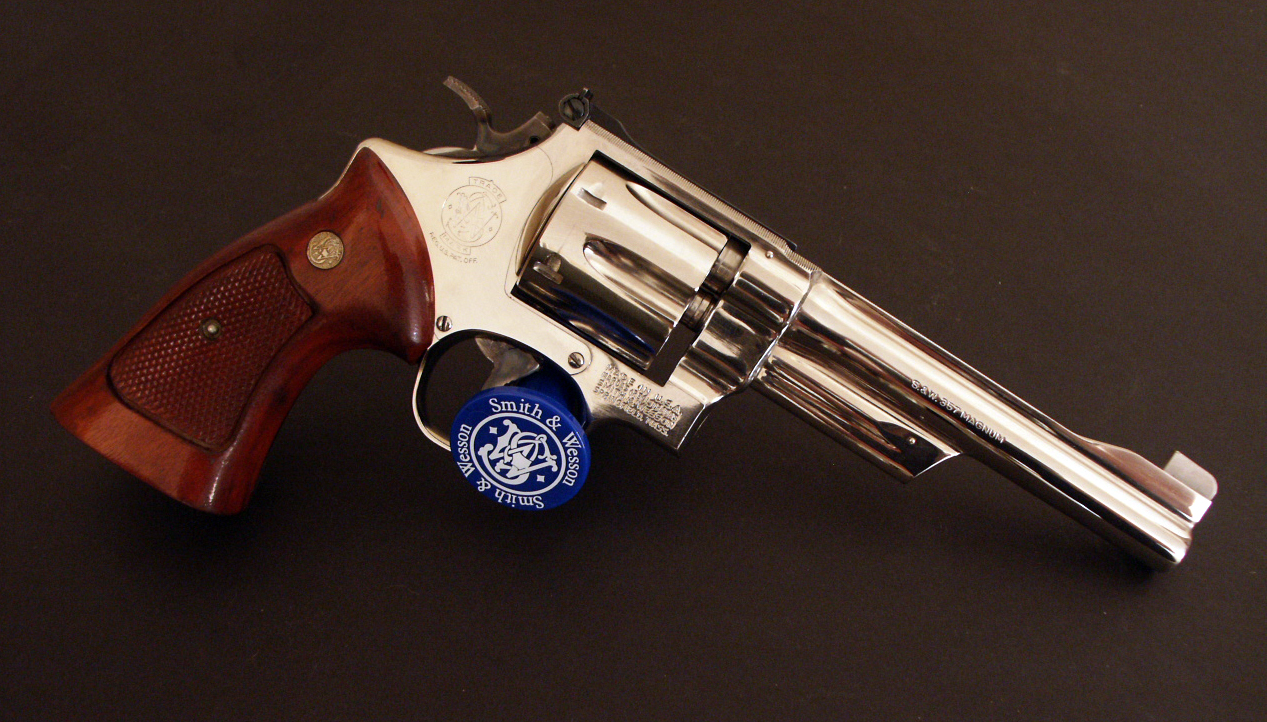
S&W Model 27, finition nickel.

Le Smith & Wesson Model 27 est le revolver original en calibre .357 Magnum. D'abord produit en 1935, la production cesse en 1995. Elle a depuis repris, dans la série des Classics.
Il a aussi existé une version destinée aux polices américaines : le Smith & Wesson Model 28 Highway Patrolman, produit de 1954 à 1986.

## Description
Le S&W M27 est construit sur la carcasse du Smith & Wesson N en acier carbone, et disponible avec 4 longueurs de canon et un système de visée réglable.
Le S&W M28 avait une finition moins soignée (bronzage satin blue et tranche de la carcasse sablée) et deux longueurs de canons seulement.

## Données numériques M27
- Munition : .357 Magnum

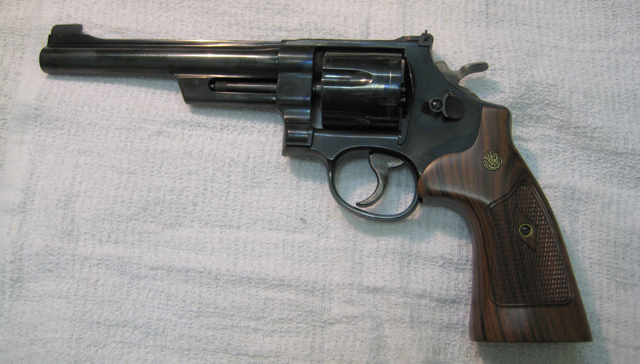
S&W M27, canon de 6 pouces.

- Longueur : 22, 26, 28, 29,5 ou 35 cm
- Canon : 9, 13, 15, 16,5 ou 21 cm
- Masse à vide : 1160 à 1330 g
- Barillet : 6 coups

## Données numériques M28

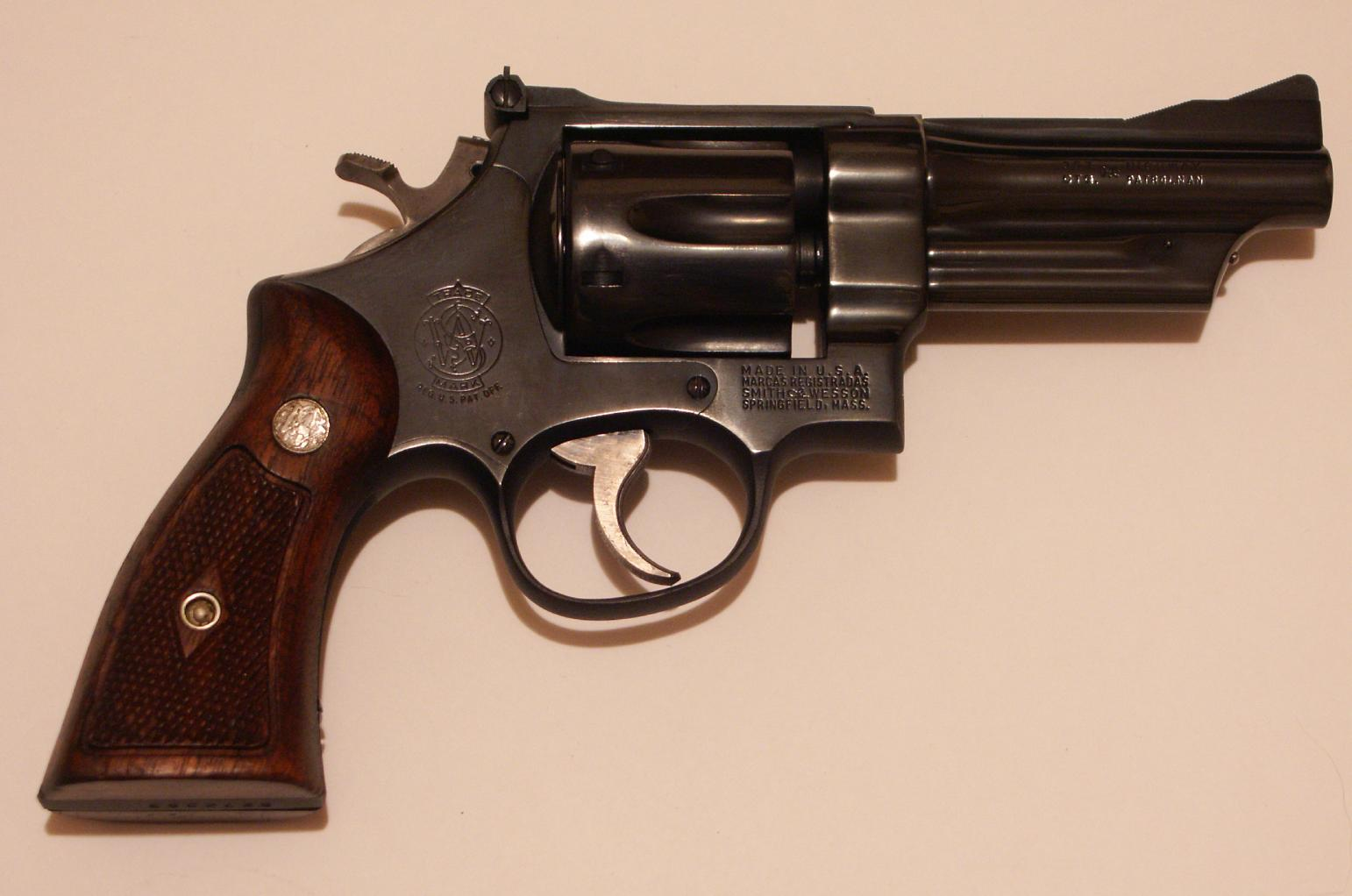
S&W M28, canon de 4 pouces.

- Munition : .357 Magnum
- Canon : 10, 15 cm
- Longueur : 24, 29 cm
- Masse à vide : 1180-1260 g
- Barillet : 6 coups

## Utilisateurs
- M27 : acquis par les chasseurs à l'arme de poing (États-Unis) et certains policiers canadiens.
- M28 : utilisé par les polices canadiennes et polices autoroutières US (dont la California Highway Patrol) mais aussi le Gruppo di intervento speciale des Carabiniers italiens.

## Dans la culture populaire

### Cinéma
Le S&W M27 apparait notamment dans les films À bout portant (1964) de Don Siegel, Le Choix des armes (1981) d'Alain Corneau, Bad Boys (1995) de Michael Bay, Un tueur pour cible (1998) d'Antoine Fuqua et Payback (1999) de Brian Helgeland.
Quant au M28, c'est l'arme du père de V.I. Warshawski dans le film Un privé en escarpins (1991) de Jeff Kanew.

### Littérature
- Le romancier Pascal Marignac (alias Kââ) le fait employer par un des personnages de ses polars.
- Il apparait aussi dans les romans de la série L'Exécuteur de Don Pendleton, dans les mains de soldats de la mafia.
- Il est utilisé par Bob Morane et Bill Ballantine dans le roman de Henri Vernes L'ombre jaune s'en va en guerre, Fleuve Noir, 1988.

### Jeux vidéo
L'arme est également présente dans les jeux vidéo Mafia: The City of Lost Heaven, Battlefield V ainsi que Vietcong 2

### Manga/Anime
Le S&W M27 est l'arme principale de Ash Lynx dans l'œuvre Banana Fish